# PDS 456
PDS 456 ist ein heller, radioleiser Quasar im Sternbild Serpens Cauda, nahe der Grenze zu Ophiuchus. Der Quasar weist eine Rotverschiebung von z = 0,184 auf, entsprechend einer Entfernung von rund 700 Mpc, womit er unter den nächstgelegenen Quasaren rangiert. Entdeckt wurde der Quasar von einer Gruppe um Carlos Torros 1997 im Rahmen des Pico dos Dias survey. Da dieser Quasar so nahe und damit so jung ist, eignet er sich für weitere Forschungen, beispielsweise um die Transformation einer ultraleuchtkräftigen Infrarotgalaxie (ULIRG) zu einem Quasar zu beobachten.